# Africa Oil
Africa Oil Corp. är ett kanadensiskt petroleumbolag, som har varit verksamt i Kenya och Etiopien.
År 2009 sålde svenska Lundin Petroleum sina områden i Ogaden till Africa Oil, som då ägde majoriteten av landets prospekteringsrätt, men successivt har sålt av den och lämnade landet år 2017. Africa Oil ägdes år 2017 till strax under tio procent av Lundinfamiljens bolag.